# Strada statale 442 di Laconi e di Uras
La strada statale 442 di Laconi e di Uras (SS 442) è una strada statale italiana, il cui percorso collega Laconi con Uras.

## Percorso
La strada ha inizio nel centro abitato di Laconi, dove si distacca dalla strada statale 128 Centrale Sarda. Proseguendo in direzione sud-ovest raggiunge Nureci e Senis, lambendo poi Assolo.
Continuando sempre in direzione sud-ovest, la strada raggiunge Escovedu (frazione di Usellus), Zeppara, Ales e Morgongiori, prima di scendere verso la strada statale 131 Carlo Felice dove si innesta alle porte di Uras
L'inizio della chilometrica, sebbene posto in posizione centrale rispetto all'abitato di Laconi e all'innesto con la SS 128, non corrisponde a 0,000 bensì ai 2,251 km. Questo fa sì che nonostante la chilometrica raggiunga i 46,448, l'effettiva lunghezza dell'arteria sia pari a 44,237 km.